# 萊斯希縣

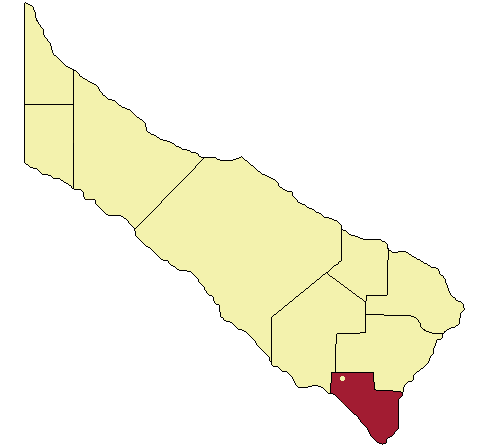

26°14′43″S 58°37′45″W / 26.24528°S 58.62917°W
萊斯希縣（西班牙語：Departamento Laishí），是阿根廷的縣份，位於該國東北部福爾摩沙省的南部，是该省九个县之一，首府設於聖弗蘭西斯科，面積3,480平方公里，2010年人口17,063，人口密度每平方公里4.9人。它的北部邻福莫薩縣，东部邻巴拉圭，南部邻查科省，西部邻皮拉內縣。
从2001年到2010年县的人口从16,227人增长到1.7万人。
萊斯希縣下分五个镇区。